# 비판적 합리주의
비판적 합리주의(영어: Critical rationalism)는 칼 포퍼가 자신의 겸손하고 자기비판적인 합리주의에 이름을 붙인 것이다. 그는 이 관점으로 모든것은 원인과 경험으로써 증명된다는 무비판적 혹은 종합적인 합리주의와 대조한다. 포퍼는 종합적인 합리주의는 어떻게 증명이 가능한지에 대해서 설명할 수 없고, 그리고 그런 사실은 모순이라고 주장한다. 오늘날의 비판적 합리주의는 칼 포퍼의 접근을 모든 생각과 행동으로 넓히는 프로젝트이다. 각각의 분야에서 중요한 비판적 합리주의의 역할은 아무런 근거 없이 정당화 시키는 방법들을 비판적인 것으로 바꾸는 것이다.